# 拉卢比耶尔
拉卢比耶尔（法語：La Loubière，法語發音：[la lubjɛʁ]）是法国阿韦龙省的一个市镇，属于罗德兹区。

## 地理
拉卢比耶尔（44°24'20"N, 2°37'49"E）面积28.71 平方千米，位于法国奧克西塔尼大區阿韦龙省，该省份为法国南部内陆省份，位于法國中央高原南部，北起顺时针与康塔爾省、洛泽尔省、加尔省、埃罗省、塔恩省、塔恩-加龙省和洛特省接壤。
与拉卢比耶尔接壤的市镇（或旧市镇、城区）包括：阿让达韦龙、蒙罗济耶、奥内堡、罗代勒、圣拉德贡德、塞巴扎克-孔库雷斯。

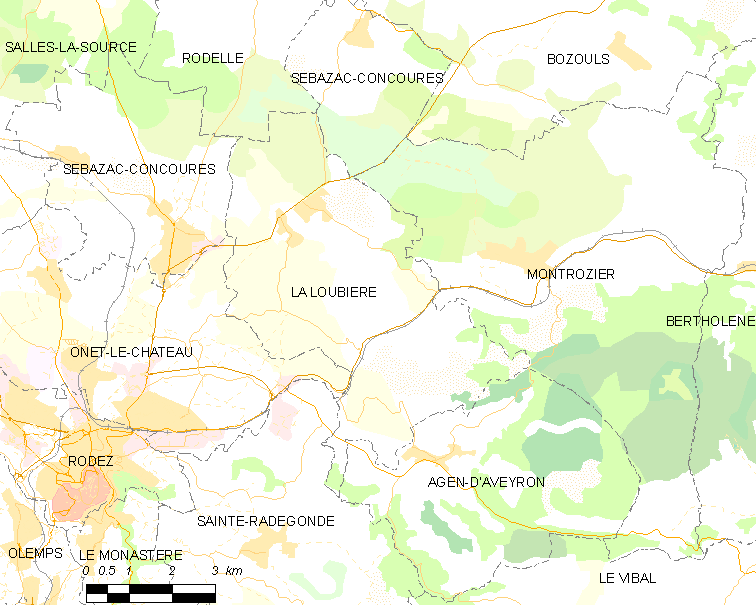
拉卢比耶尔的OSM定位图

拉卢比耶尔的时区为UTC+01:00、UTC+02:00（夏令时）。

## 行政
拉卢比耶尔的邮政编码为12740，INSEE市镇编码为12131。

## 政治
拉卢比耶尔所属的省级选区为科斯-孔塔勒县。

## 人口

1962-2008年间拉卢比耶尔人口变化图示

拉卢比耶尔于2022年1月1日时的人口数量为1529人。